# Heidi Salminen
Heidi Salminen (4 de diciembre de 2003) es una deportista de Finlandia que compite en atletismo. Ganó una medalla de oro en el Campeonato Mundial de Atletismo Sub-20 de 2021, en la prueba de 400 m vallas.